# 지그문트 1세
지그문트 1세(폴란드어: Zygmunt I Stary 지그문트 1세 스타리[*], 리투아니아어: Žygimantas Senasis 지기만타스 세나시스, 1467년 1월 1일 ~ 1548년 4월 1일)는 폴란드의 국왕(1506~1548)이다. 동프로이센에 폴란드 영주의 직위를 설립하고, 마조프셰 공국을 폴란드로 합병하기로 알려졌다.
카지미에시 4세와 합스부르크의 엘리자베타 사이에 5번째 아들로 태어났다. 1499년 이래 슐레지엔의 그워구프(Głogów)를 다스렸고, 1504년에는 루사티아의 후작과 슐레지엔 전체의 총독을 겸하였다. 단기간에 그의 사법과 행정 개혁은 그 영토들을 모델적 국가로 변형시켰다. 1506년 그의 형 알렉산데르 1세의 뒤를 이어 리투아니아의 대황태자 겸 폴란드의 국왕이 되었다.
국고와 화폐 개혁을 설립에도 불구하고, 왕실 권력의 연장에 대하여 국회와 가끔 충돌을 일으켰다. 국회의 권유로 1512년 헝가리의 이스티반 자폴랴의 딸 바르바라와 결혼하여, 방어적 조약을 확고하고 상속을 제시하였다. 그러나 3년 후에 바르바라가 사망하자, 지그문트는 1518년 신성로마제국의 황제 막시밀리안 1세의 조카딸인 밀라노의 보나 스포르차와 결혼하여 아들 1명과 4명의 딸을 두었는 데, 딸들 중에 카테리나는 스웨덴의 요한 3세와 결혼하였다.
1521년 얀 아모르 타르노프스키(Jan Amor Tarnowski)가 이끄는 지그문트의 군대는 동프로이센을 지배하는 기사수도회인 튜튼 기사단을 정복하였다. 1525년 튜튼 기사단장 알베르트는 루터교 신자가 되었고 프로이센의 세속적 공작 작위를 받은 지그문트에게 신하로서 충성을 맹세하기를 동의하였다. 그리고나서 알베르트는 수도회를 해산(프로이센 일대를 다스리는 기사단 본부와 지부만 해산되어 세속국가로 변모한 것이고, 이외 기사단 지부는 그대로 남아 현대까지 이어짐)하였고, 공작령 프로이센은 폴란드의 종주권 아래 들어왔다. 지그문트는 마조비아 공국 (현재의 바르샤바)을 폴란드에 합병하였다. 타르노프스키의 명령 아래 마주르 공국을 침입한 모스크바 군대를 1535년에 물리쳤다.
예술의 애호가로 알려진 지그문트는 이탈리아의 화가들을 크라쿠프로 데려와 르네상스의 폴란드 변화 발달의 진흥에 힘썼다. 독실한 가톨릭 신자였어도, 정교회 교도들에게 신앙의 자유와 유대인들에게 왕실의 보호를 주었다. 첫째로 그는 루터교를 격심히 반대하였으나 그 세력이 폴란드에 번창하여 사임하였다. 1548년 4월 1일 크라쿠프에서 사망하였다.

## 같이 보기
- 폴란드의 군주 목록